# 阿列克谢·马拉托维奇·奥尔洛夫
阿列克谢·马拉托维奇·奥尔洛夫（俄语：Алексей Маратович Орлов，1961年10月9日—）卡尔梅克统一俄罗斯党政治家，生于苏联卡尔梅克苏维埃社会主义自治共和国埃利斯塔，毕业于莫斯科國立國際關係學院，2010年至2019年担任卡尔梅克共和国第二任首脑。